# SkySails
SkySails Group GmbH ist ein deutscher Hersteller für Flugwindkraftanlagen zur elektrischen Energiegewinnung aus Höhenwind und für einen vollautomatischen Zugdrachenantrieb, der mit Hilfe von Windenergie zum Antrieb von Frachtschiffen und großen Yachten genutzt werden kann. Die mit diesem System ausgestatteten Schiffe sollen profitabler und umweltfreundlicher betrieben werden können, da der von einem Zugdrachen generierte Vortrieb Kraftstoffeinsparungen ermöglicht.

## Unternehmen
Die SkySails Group GmbH ist eine Folgegesellschaft der im Jahr 2001 von Stephan Wrage und Thomas Meyer als Gesellschaft mit beschränkter Haftung in Hamburg gegründeten SkySails GmbH, die am 15. Februar 2002 beim Amtsgericht Hamburg ins Handelsregister unter der Nummer HRB 82712 eingetragen wurde.
Die Vermarktung des SkySails Zugdrachen-Systems sollte durch die Zeppelin SkySails Service- und Vertriebsges. mbH & Co. KG erfolgen. Diese wurde zusammen mit der Zeppelin Power Systems GmbH und Co. KG, einem ebenfalls in Hamburg ansässigen Tochterunternehmen der Zeppelin-Gruppe, gegründet.
Aufgrund der schwachen Konjunktur im Jahr 2012 investierten Reeder nicht in alternative Antriebssysteme. Daher musste die Firma zunächst die Hälfte der 80 Mitarbeiter entlassen. Am 7. März 2016 musste die SkySails GmbH als ein Teil der SkySails-Unternehmensgruppe Insolvenz anmelden und wurde am 5. April 2016 aufgelöst. Seitdem führt die SkySails Group GmbH als Nachfolgegesellschaft den Geschäftsbetrieb weiter und hat mit der Division SkySails Power einen weiteren Geschäftsbereich erschlossen. Die SkySails Group gehört zu den Markt- und Technologieführern im Bereich der Kite-Antriebssysteme für Schiffe und Flugwindkraftanlagen.
Hauptsitz des Unternehmens ist Hamburg. Zusätzlich unterhielt SkySails bis 2016 ein Testzentrum in Wismar. Ein Testgelände für Flugwindkraftanlagen liegt seit 2019 bei Klixbüll und seit 2020 werden die Bodenstationen der Flugwindkraftanlagen in einer Produktionshalle in Seevetal montiert.

## System für Schiffe

### System
Das SkySails-System besteht aus drei Hauptkomponenten:
- Zugdrachen mit Seil
- Start- und Landesystem
- Steuerungssystem für den vollautomatischen Betrieb

Anstelle traditioneller Segel mit Mast erzeugt SkySails den Vortrieb durch große Zugdrachen (Lenkmatten), bestehend aus hochfesten und witterungsbeständigen Textilien.
Die Zugdrachen können in Höhen von 100 bis 300 Meter operieren, in denen stärkere und stetigere Winde vorherrschen. Die Zugkräfte werden über ein reißfestes Kunststoffseil auf das Schiff übertragen.
Das Start- und Landesystem auf dem Vorschiff übernimmt das automatische Ausbringen und Einholen des Zugdrachens. Zum Start wird der (ähnlich einer Ziehharmonika) geraffte Zugdrachen mit einem Teleskop-Mast aus einem Lagerbehälter gehoben. In ausreichender Höhe entfaltet sich der Zugdrachen bis auf seine vollständige Größe und kann gestartet werden. Eine Winde fiert das Zugseil, bis die Arbeitsflughöhe erreicht ist. Der Landevorgang verläuft umgekehrt. Der vollautomatische Start- und Landevorgang dauert jeweils etwa 10–20 Minuten.
Mit der SkySails-Technologie lassen sich, laut Herstellerangaben, fast alle Frachtschiffe (ausgenommen große Containerschiffe), Superyachten und Fischtrawler nachrüsten.
Das Zugdrachen-System für Schiffe wird nach Angaben des Herstellers derzeit nicht mehr vermarktet. Stattdessen konzentriert sich das Unternehmen auf die Vermarktung von Flugwindkraftanlagen zur Stromerzeugung.

### Untersuchungen

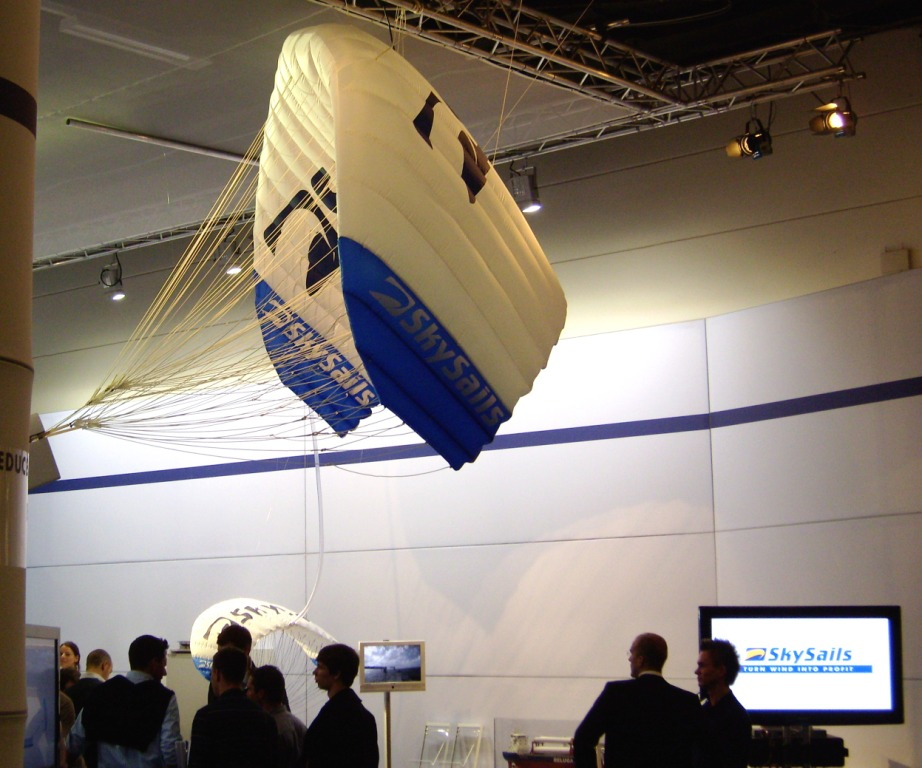
Messe-Modell auf Schifffahrtsmesse SMM 2008

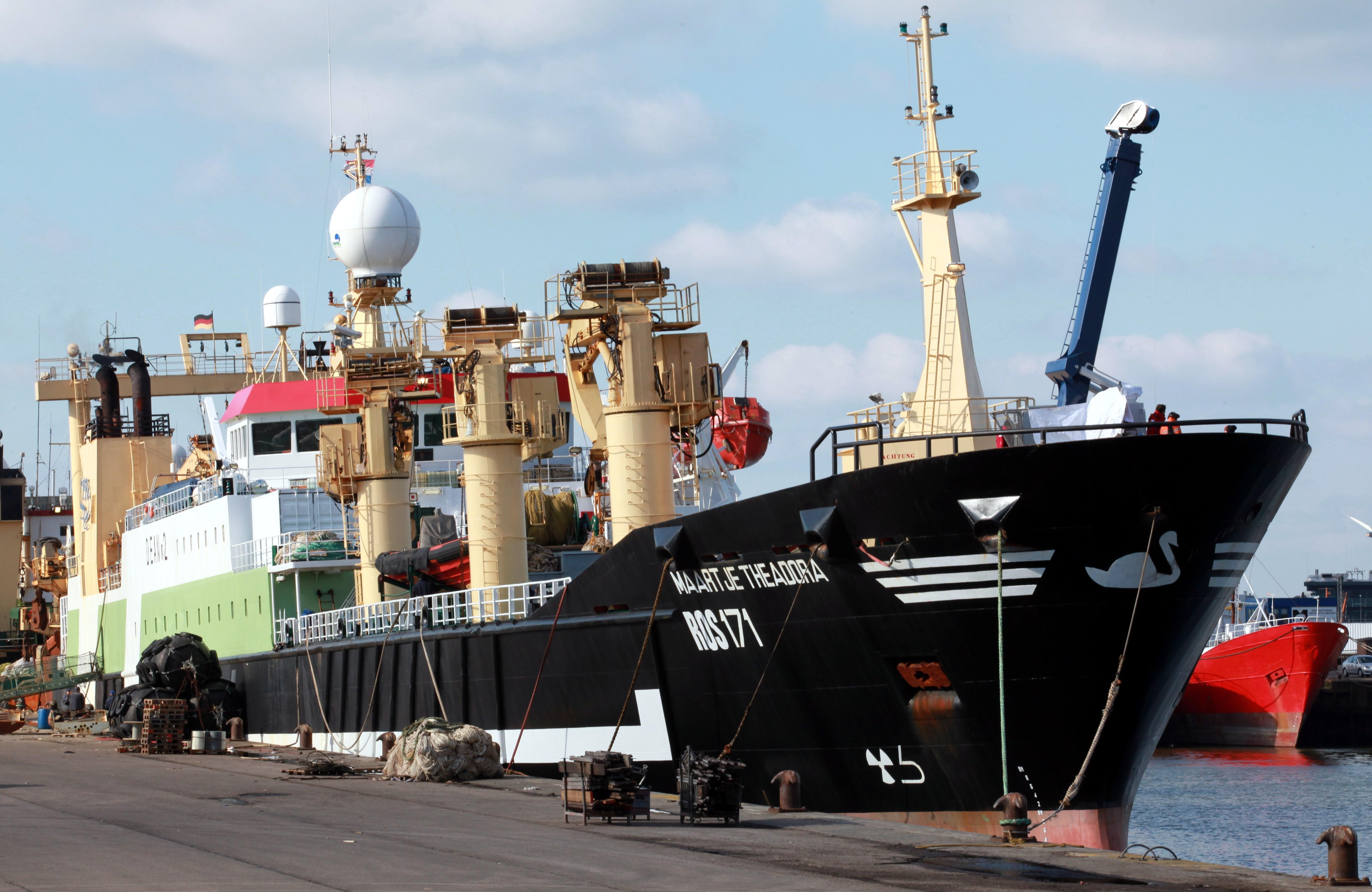
Maartje Theadora mit dem SkySails Start- und Landesystem (blau) am Bug des Schiffes (März 2010)

An der Fachhochschule Oldenburg/Ostfriesland/Wilhelmshaven wurde innerhalb eines Forschungsprojektes der Einsatz des Systems auf dem ehemaligen Tonnenleger Beaufort untersucht und ein Performance-Modell entwickelt. Auf dem 54 Meter langen Schiff, mit dem die Tests zwischen Juli 2006 und Ende 2007 zumeist auf der Ostsee durchgeführt wurden, wurden SkySails-Zugdrachen mit der Größe von 80 m² eingesetzt. Die Kraftstoffeinsparung konnte ermittelt werden und betrug bei günstigen Windverhältnissen (achterlicher wahrer Wind von circa 6 Bft) für den 80 m² Kite circa 64 l/h, bei einer Fahrt von 12 kn. Dies entspricht für einen Dauerbetrieb bei diesen Windverhältnissen eine Verbrauchsreduktion von etwa 20 %. Bei optimalen Windverhältnissen (mit circa 7–8 Bft von achtern) liegt die durch den Zugdrachen eingesparte Motorleistung im Bereich von 240–400 kW, entsprechend einem Einsparpotenzial von bis zu 30 %.
Die Tests auf dem Küstenmotorschiff Michael A. mit Zugdrachen der Größe von 160 m² ergaben laut Aussage der Firma SkySails, dass eine jährliche Treibstoffersparnis von 15 Prozent realistisch erschienen. Diese Einsparung wäre nicht nur wirtschaftlich, sondern auch ökologisch signifikant vor dem Hintergrund, dass der globale Schiffsverkehr Schwefel- und Stickoxide sowie mehr Kohlendioxid emittiert als der Luftverkehr.

### Praxistest
Im Oktober 2009 gab das niederländische Fischereiunternehmen Parlevliet & Van der Plas den Auftrag, das 141 m lange Fischereifahrzeug ROS-171 Maartje Theadora mit einem 160 m² großen SkySails-Segel auszustatten und weitere Erprobungen und ggf. Anpassungen vorzunehmen.
Mitte 2012 wurde das SkySails-System wieder abgebaut, weil sich herausgestellt hat, dass das Zugdrachensystem für die Schleppnetzfischerei ungeeignet ist.
Am 15. Dezember 2007 wurde das Motorschiff Beluga SkySails der inzwischen insolventen Bremer Reederei Beluga Group in Hamburg getauft.
Hierbei handelte es sich um das erste kommerzielle Schiff, das mit der SkySails-Technik ausgestattet war. Vor der Jungfernfahrt hatte die Besatzung der Beluga SkySails nach Angaben der Reederei gut zwölf Monate mit dem System trainiert.
Die Jungfernfahrt der 132 Meter langen Beluga Skysails begann am 22. Januar 2008 in Bremerhaven und führte über Guanta (Venezuela) nach Davant (Mississippi) zum Endpunkt der Fahrt nach Mo i Rana (Norwegen), der am 13. März 2008, nach 11.952 Seemeilen, erreicht wurde. Während der 51-tägigen Fahrt wurde das System an mehreren Tagen zwischen einigen Minuten und acht Stunden eingesetzt. Dabei zog das SkySails-System das Schiff bei Wind der Stärke 5 mit einer Zugkraft von bis zu fünf Tonnen, was im Vergleich zur Maschinenleistung einer Entlastung von über 20 % entspricht. Nach der Insolvenz der Beluga Group wurde das Schiff an die Reederei Briese verkauft. Es verkehrte dort als BBC SkySails, allerdings ohne den Zugdrachen.

#### Treibstoffeinsparung
Die – anlässlich des EU-geförderten Life-Projektes WINTECC (Laufzeit vier Jahre, bis Dezember 2009) ermittelte – jährliche Treibstoffeinsparung liegt, auf windreichen Routen, bei etwa 5,5 %. Dieser Praxiswert liegt deutlich unter den prognostizierten Werten, die eine Treibstoffersparnis von 15–20 % angaben. Insgesamt waren – nach elf Jahren Forschung und Entwicklung, fünf Jahren praktischer Erprobung und einem Investitionsvolumen von rund 50 Millionen Euro – zwei Schiffe mit dem System ausgestattet.

## System zur Stromerzeugung

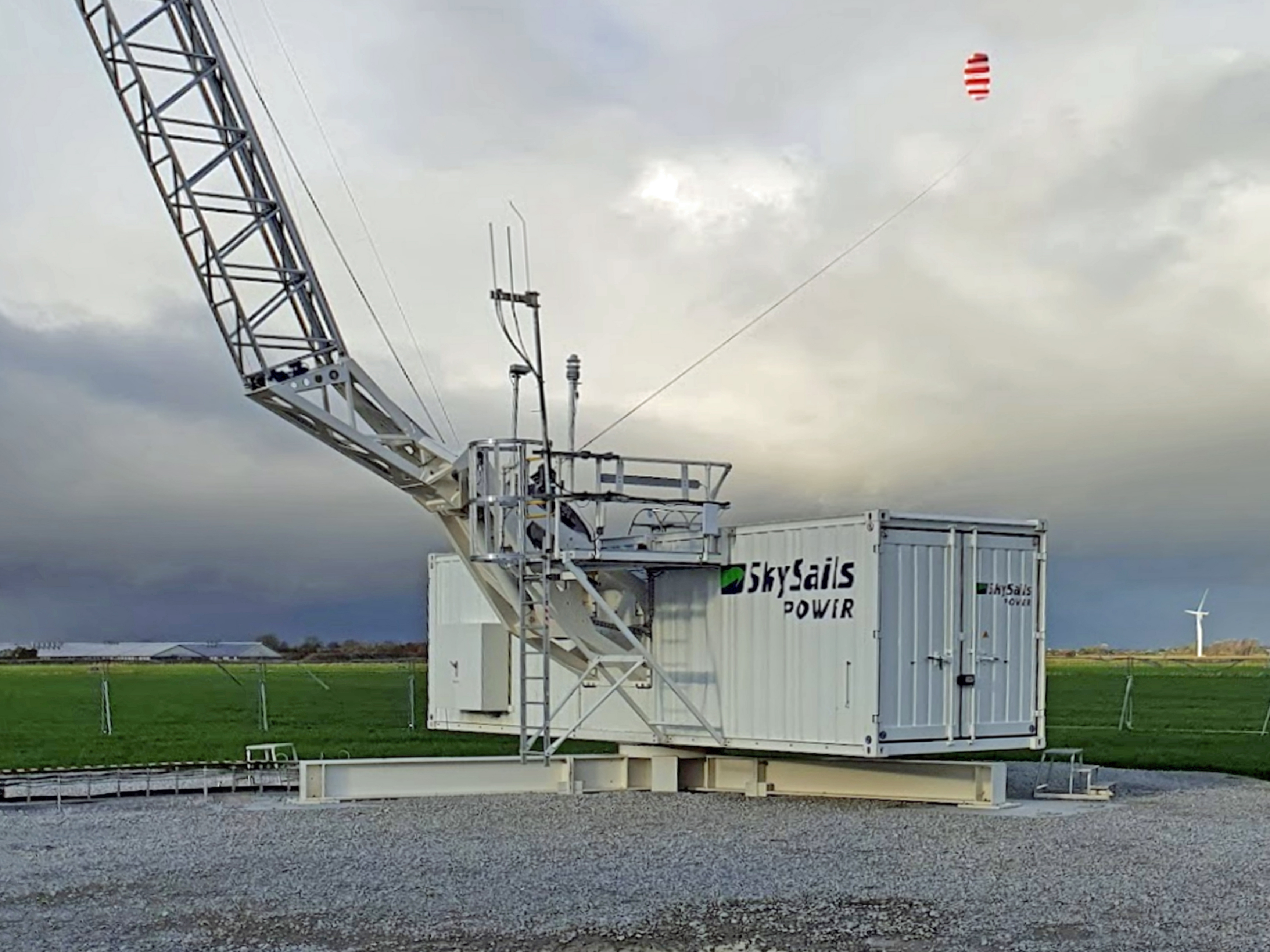
Prototyp des SKS PN-14 Flugwindkraftwerks von SkySails in Klixbüll, November 2021

2015 wurde zur Entwicklung von Flugwindkraftanlagen die SkySails Power GmbH gegründet. Seit Ende 2019 ist eine Pilotanlage in Klixbüll/Schleswig-Holstein in Betrieb.

### Technologie
Der Zugdrachen wird von einem Autopilot so gesteuert, dass er quer zum Wind liegende Achten fliegt. Die dabei entstehende große Zugkraft rollt das Zugseil von einer Winde ab. Bevor das Seil ganz abgerollt ist, steuert der Autopilot den Drachen nach Luv. Das dadurch unter nur mehr geringer Spannung stehende Seil, wird jetzt wieder eingerollt. Dabei verbraucht der Motor/Generator einen Teil der vorher, beim Ausrollen des Seils, erzeugten elektrischen Energie. Der Drachen operiert in diesem Zyklus in Höhen zwischen 20 und 50 Prozent der Seillänge, die bei der Anlage bei Klixbüll 800 Meter beträgt.

### Verbundprojekt SkyPower100
Die Flugwindkraftanlage in Klixbüll wurde im Rahmen des vom Bundesministerium für Wirtschaft und Energie geförderten Verbundprojekts „SkyPower100“ errichtet, an dem die SkySails Power GmbH, die EnBW Energie Baden-Württemberg AG, die Omexom Renewable Energies Offshore GmbH und die Leibniz Universität Hannover beteiligt sind. Aus dem Betrieb der Flugwindkraftanlage will das Konsortium Erkenntnisse für die Weiterentwicklung und Skalierung von Flugwindkraftanlagen sowie zu Umwelteinflüssen, Sicherheitsaspekten und Genehmigungsvoraussetzungen gewinnen. Dazu gehören z. B. Gutachten zu Geräuschemissionen, Avifauna und Luftverkehrssicherheit.

## Auszeichnungen
- Clean Tech Media Award 2008[23]
- Technology Pioneers 2008
- Zukunftsaward 2007
- Gründerchampions 2007
- Red Herring 100 Europe Award 2007[24]
- Peixe Verde Ideas Contest
- Welt der Wunder Innovationspreis
- Innovationspreis der deutschen Wirtschaft
- Ort im Land der Ideen 2007
- Global 100 Eco-Tech Award
- The Outstanding Young Person 2004
- Innovationspreis des Senats der Freien und Hansestadt Hamburg